# Sanys capsicata
Sanys capsicata är en fjärilsart som beskrevs av William Schaus 1901. Sanys capsicata ingår i släktet Sanys och familjen nattflyn. Inga underarter finns listade.